# Gelderland
Gelderland Hollandia egyik tartománya. Az ország keleti részén fekszik, a német határ mellett. Az egyik legsűrűbben lakott tartomány.
Fő folyója az IJssel. A gazdaságban vegyipar, gépipar és pamutipar játssza a vezető szerepet. Só és feketeszén bányászata van. A mezőgazdaságban gyümölcs és rozs termesztés, szarvasmarha tenyésztés a legfontosabb.
Gelderland tartomány polgármestere Dylan Voorthuijsen
Fontosabb városok: Arnhem, Nijmegen és Apeldoorn.